# (80) Сапфо
(80) Сапфо (лат. Sappho) — астероид главного пояса, который принадлежит к светлому спектральному классу S. Он был открыт 2 мая 1864 года английским астрономом Норманом Погсоном в Мадрасской обсерватории и назван в честь древнегреческой поэтессы Сапфо.

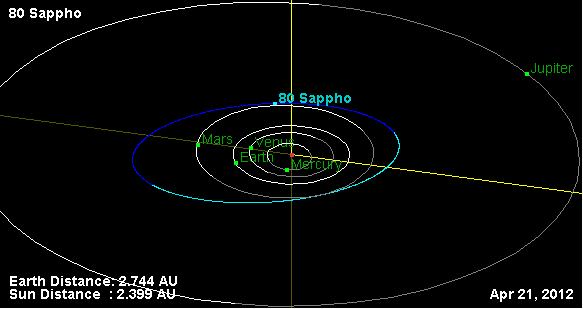
Орбита астероида Сапфо и его положение в Солнечной системе

Период вращения астероида был определён по результатам наблюдений, проведённых в Туринской обсерватории в 1975—1977 годах, и составил 14,03 часа. Впоследствии эти результаты были подтверждены другими исследованиями. Размеры Сапфо, как и многих других астероидов, были определены после анализа результатов, полученных с помощью инфракрасной космической лаборатории IRAS. Наблюдениями обнаружены значительные неоднородности в распределении химико-минералогического состава поверхностного вещества астероида, проявляющиеся при разных фазах вращения.